# Kalaitanivka, Berdeansk
Kalaitanivka (în ucraineană Калайтанівка) este un sat în comuna Karla Marksa din raionul Berdeansk, regiunea Zaporijjea, Ucraina.

## Demografie
Componența lingvistică a localității Kalaitanivka
     Ucraineană (95,22%)
     Rusă (4,38%)
     Alte limbi (0,4%)
Conform recensământului din 2001, majoritatea populației localității Kalaitanivka era vorbitoare de ucraineană (95,22%), existând în minoritate și vorbitori de rusă (4,38%).